# Domenico Marango
Domenico Marango (Malamocco, anni 1020 – 1073 o 1074) è stato un patriarca cattolico italiano.
Si sa molto poco attorno alle sue origini. Proveniente da una famiglia veneziana poco nota, sarebbe nato a Malamocco da Giovanni (almeno secondo l'Origo civitatum Italie). Non si conosce nulla della sua formazione e le prime citazioni che lo riguardano, risalenti al 1050, lo vedono già patriarca di Grado. La sua elezione non doveva essere avvenuta prima del 1045, quando il predecessore Orso era ancora in vita (a quest'ultimo era successo, per appena sette giorni, Domenico Bulçanus).
Tra il 29 aprile e il 2 maggio 1050 partecipò a un sinodo a Roma che si concluse con la santificazione di Gerardo di Toul (è il primo firmatario dell'atto di canonizzazione). Il 5 maggio successivo papa Leone IX gli concesse l'uso del pallio, riconoscendogli così il ruolo di metropolita.
La prima parte del suo patriarcato si caratterizzò per la stretta vicinanza alla Santa Sede: nel 1051 fu legato papale a Benevento e, forse, partecipò al sinodo pasquale di Roma; nell'inverno 1052-53 fu al seguito del papa durante la traslazione del corpo di San Volfango a Ratisbona; nel febbraio successivo partecipò probabilmente al sinodo di Mantova e in questa occasione avrebbe accompagnato il papa a Venezia (lo proverebbero i privilegi concessi alla diocesi di Olivolo e al monastero di Brondolo); forse presenziò alla fondazione del monastero di San Nicolò del Lido.
Nel 1053 fu al sinodo lateranense dove ottenne per la sua sede il titolo di Nova Aquileia totius Venetiae et Istriae caput et metropolis, declassando il rivale patriarca di Aquileia a Foroiuliensis antistes (in pratica, semplice "vescovo del Friuli").
Questo orientamento evidentemente filopapale può apparire in contrasto con gli interessi veneziani che, per mantenere l'integrità dei propri traffici nell'Adriatico e nel Mediterraneo, avevano sviluppato una politica equidistante nei rapporti tra il Sacro Romano Impero e l'Impero Bizantino e quindi nella disputa tra Aquileia e Grado; allo stesso modo, il Ducato avrebbe condotto un'azione atta a ridimensionare il ruolo politico del patriarcato dopo il riconoscimento del 1053. Più probabilmente, il Marango non rappresentava uno strenuo difensore del papa, ma più probabilmente un mediatore con ruoli di primo piano nell'ambito dei rapporti con la Chiesa bizantina, nei confronti della quale la Santa Sede preferiva usare il dialogo allo scontro.
Proprio in quest'ambito va inquadrata la lettera, sempre del 1053, con la quale il Marango cercò di avvicinare il patriarca di Antiochia Pietro dalla parte della Chiesa di Roma nel corso della disputa con Costantinopoli, di lì a poco sfociata nel Grande Scisma.
Successivamente partecipò alla riforma dell'elezione pontificale conclusasi con il Decretum in electione papae promulgato da Niccolò II e firmato, in seconda posizione dopo l'arcivescovo di Milano Guido da Velate, dallo stesso Marango. Al contempo partecipò al sinodo attorno alla vita comune del clero.
Tra il 1061 e il 1063, testimone una lettera di Pier Damiani indirizzata a Costantino III Licoudes, il Marango ebbe il ruolo di mediatore nel corso degli attriti sorti attorno al problema del filioque. Nel 1064, probabilmente per i meriti conseguiti, papa Alessandro II gli rinnovò la dignità di patriarca.
Nel 1068 partecipò al sinodo che portò al reinsediamento di Graziano nella diocesi di Ferrara, dopo che era stato spodestato illegittimamente da Samuele.
Per quanto riguarda però l'amministrazione del patriarcato, il Marango non si dimostrò altrettanto capace. L'insorgere di diverse problematiche, spesso risolte direttamente da papa Alessandro II, e gli inviti ad agire contro la corruzione del clero dimostrano la debolezza del patriarca ad agire contro i prelati veneziani, che aderivano con riluttanza alla riforma del clero.
Nel luglio del 1073, infine, fu mandato a Costantinopoli presso Michele VII Ducas per tentare di ricomporre lo Scisma. È l'ultima notizia certa di Marango. In una lettera del papa del 31 dicembre 1074, il patriarca è qualificato come Dominicus patriarcha beatae memoriae, ad indicare che a quella data era già morto da tempo.